# Zetea, Harghita
Zetea (în maghiară Zetelaka) este satul de reședință al comunei cu același nume din județul Harghita, Transilvania, România.

## Imagini

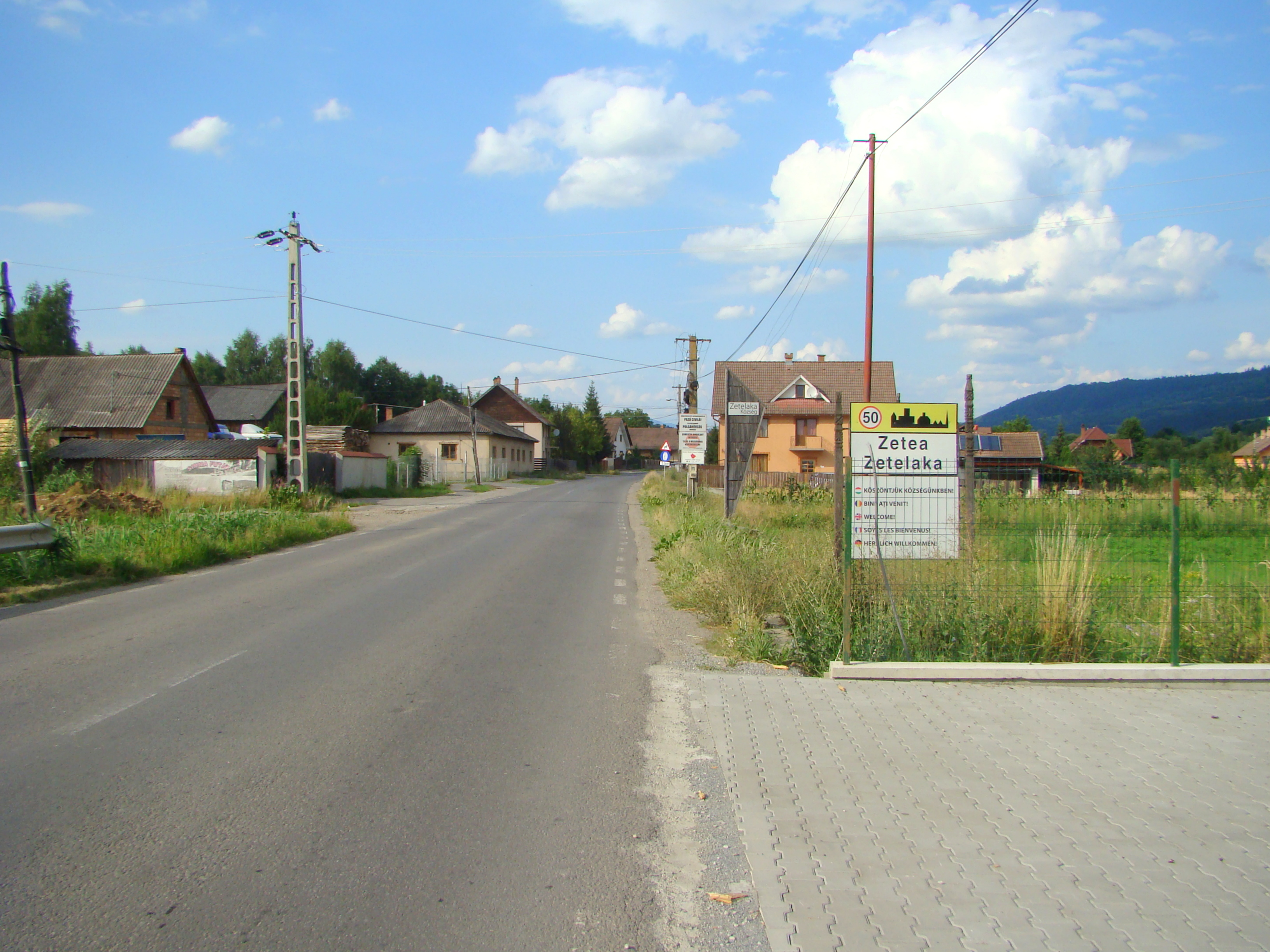
Intrarea în localitate
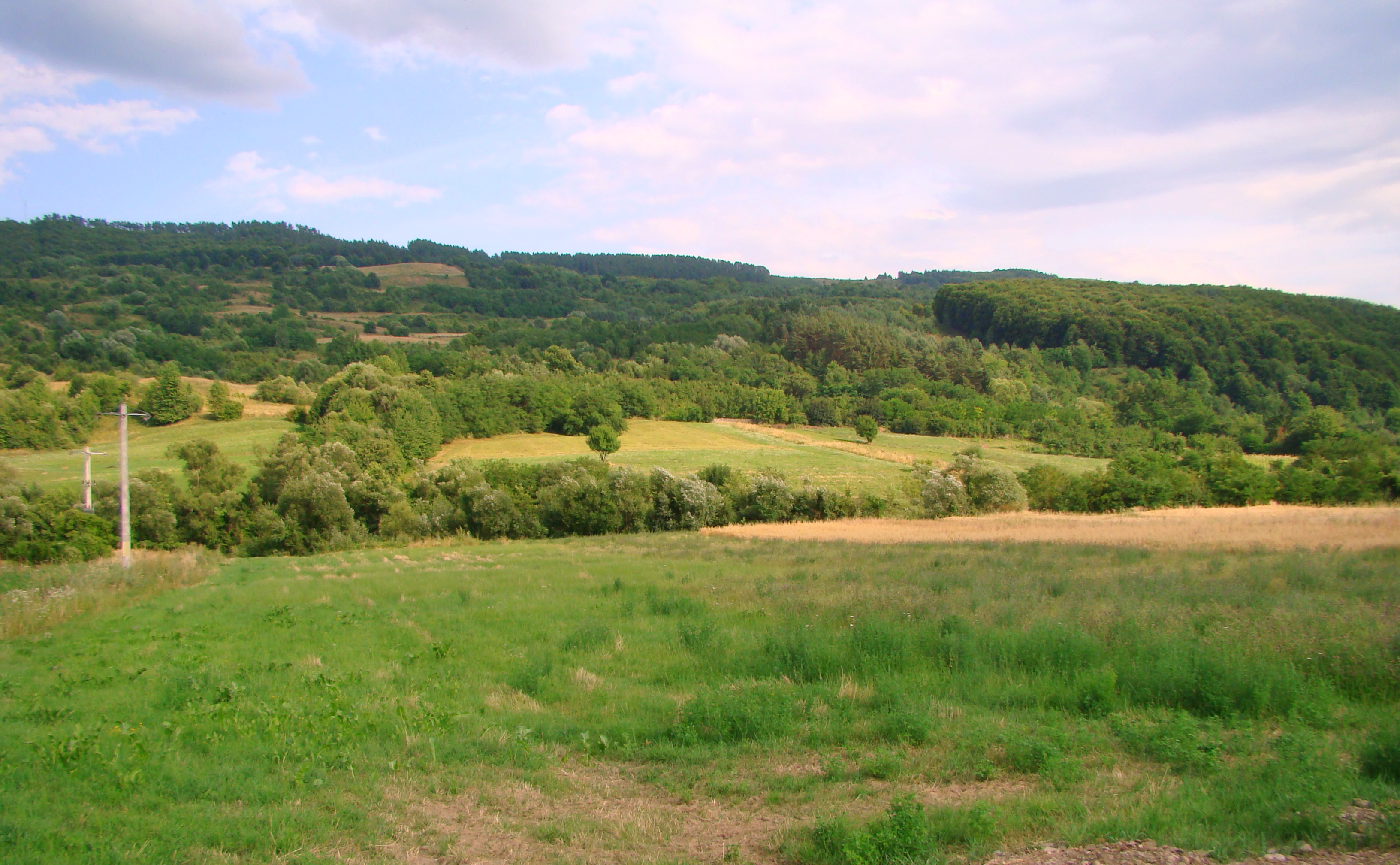
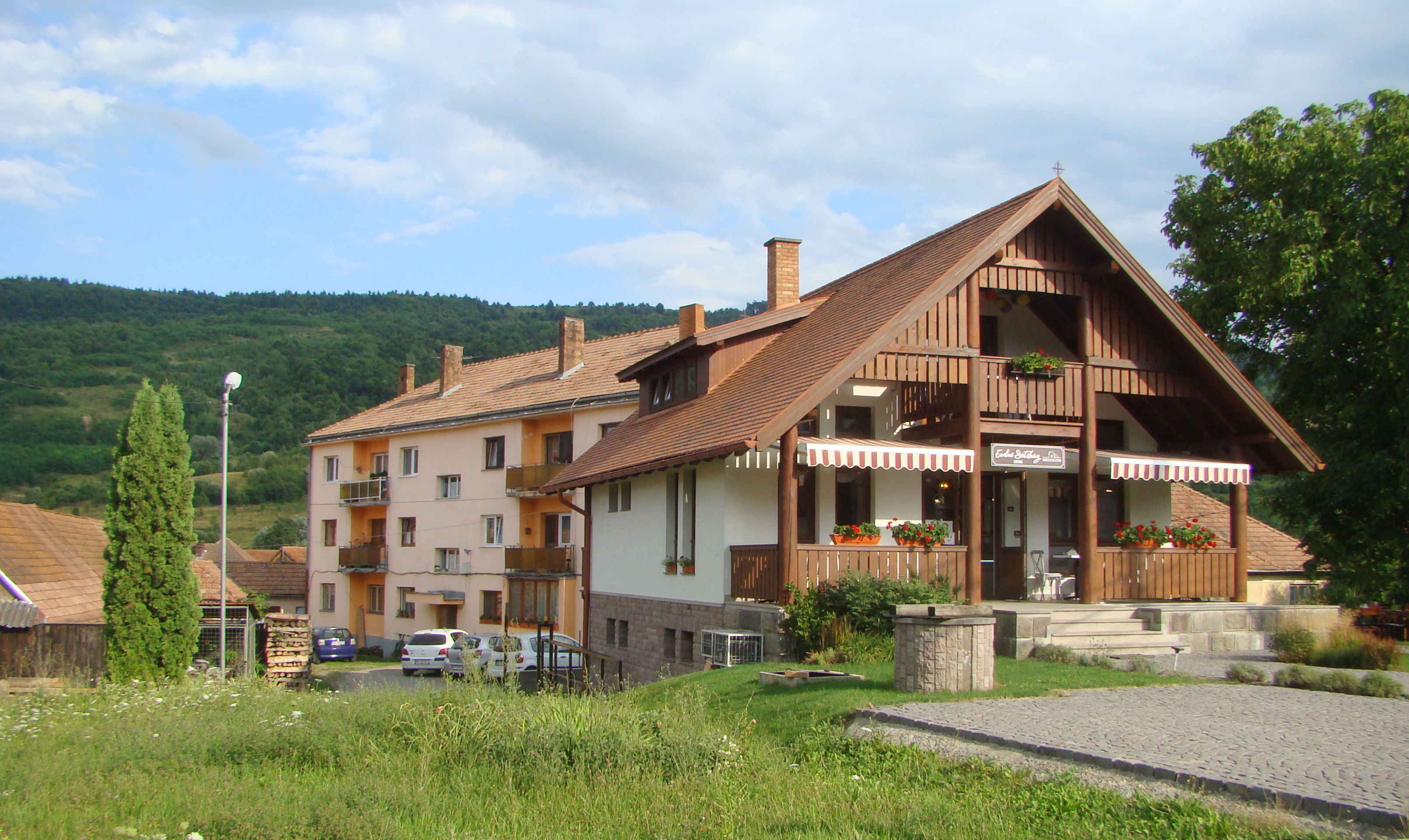
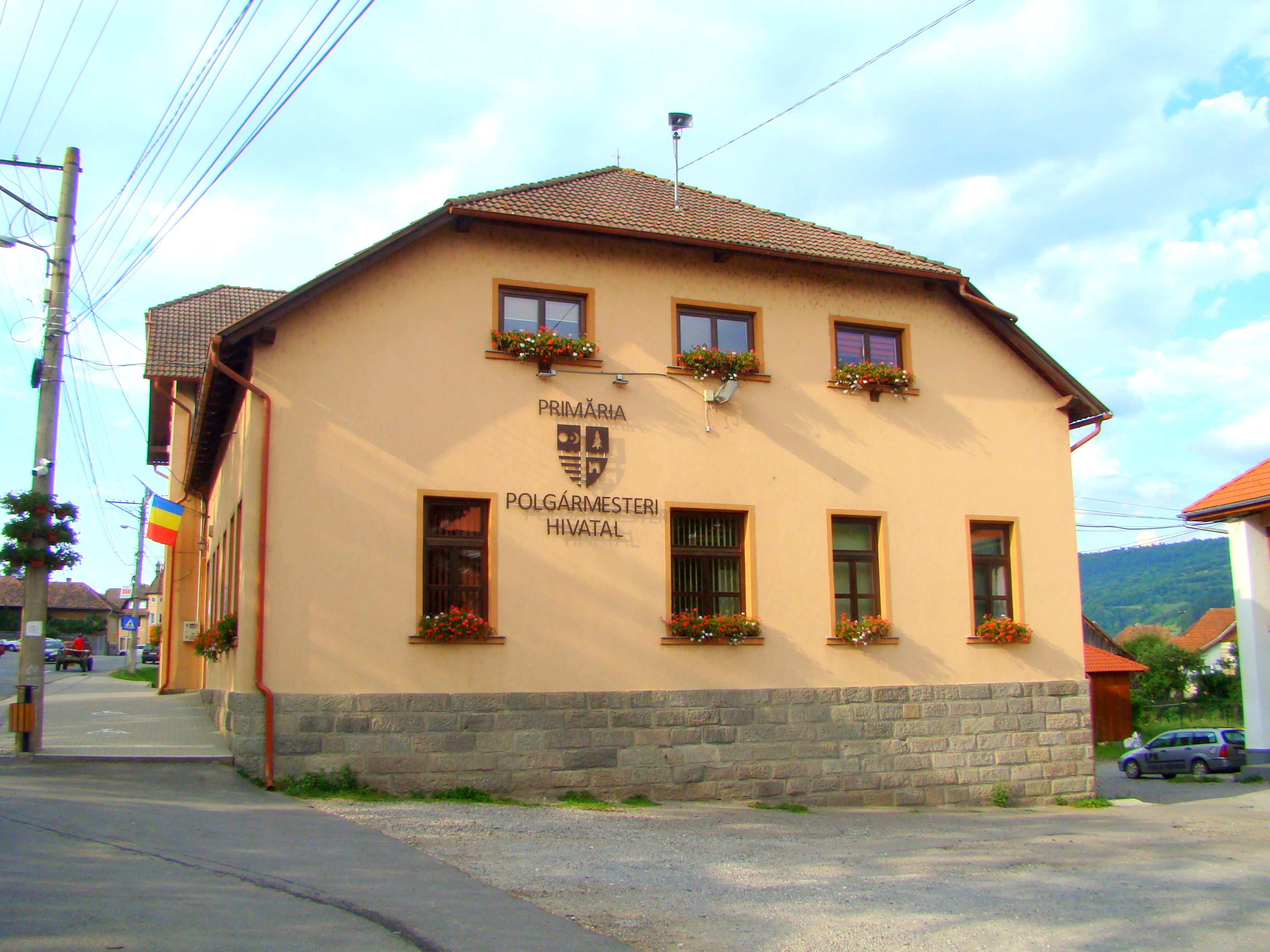
Primăria comunei Zetea
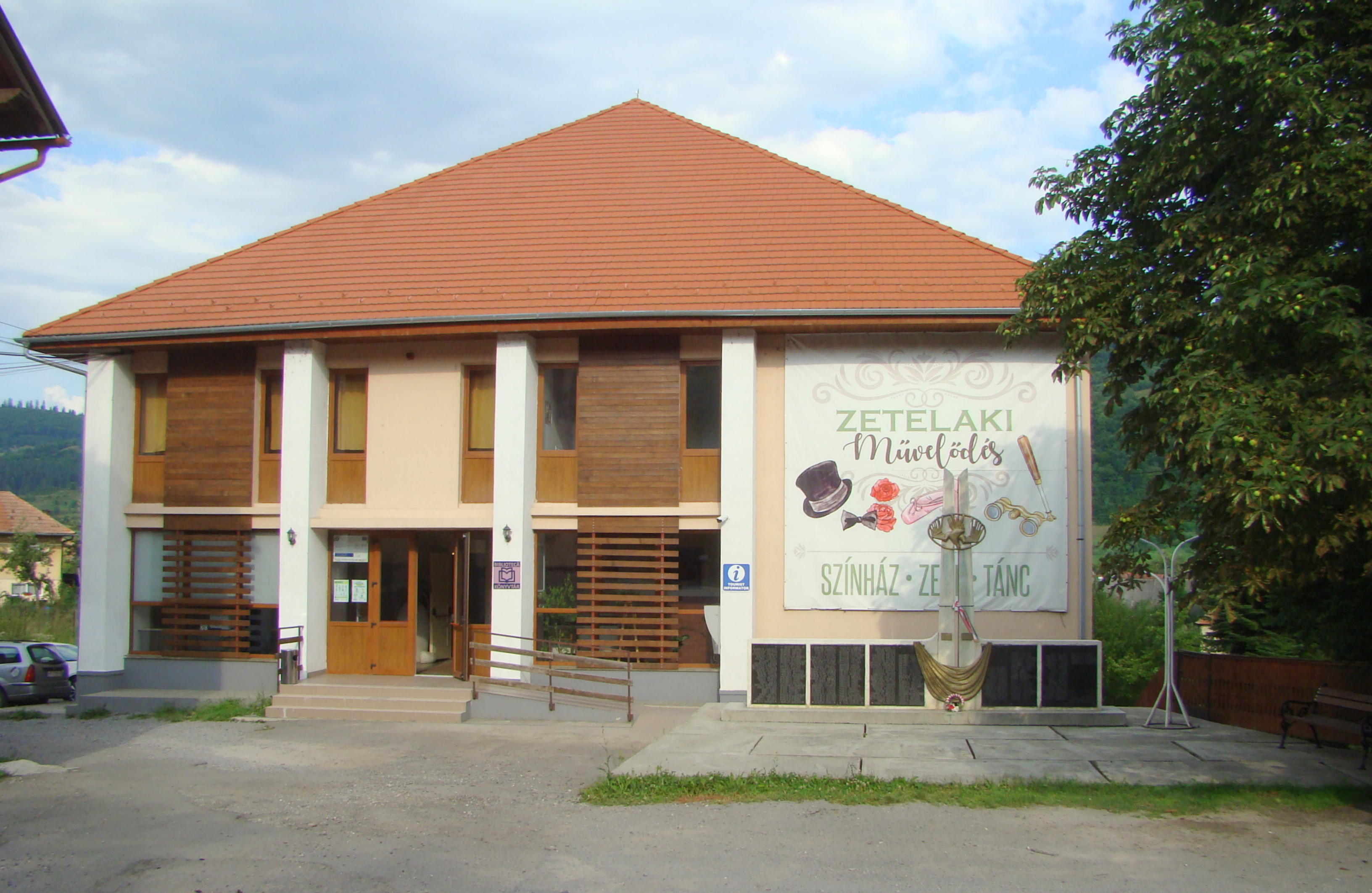
Căminul cultural
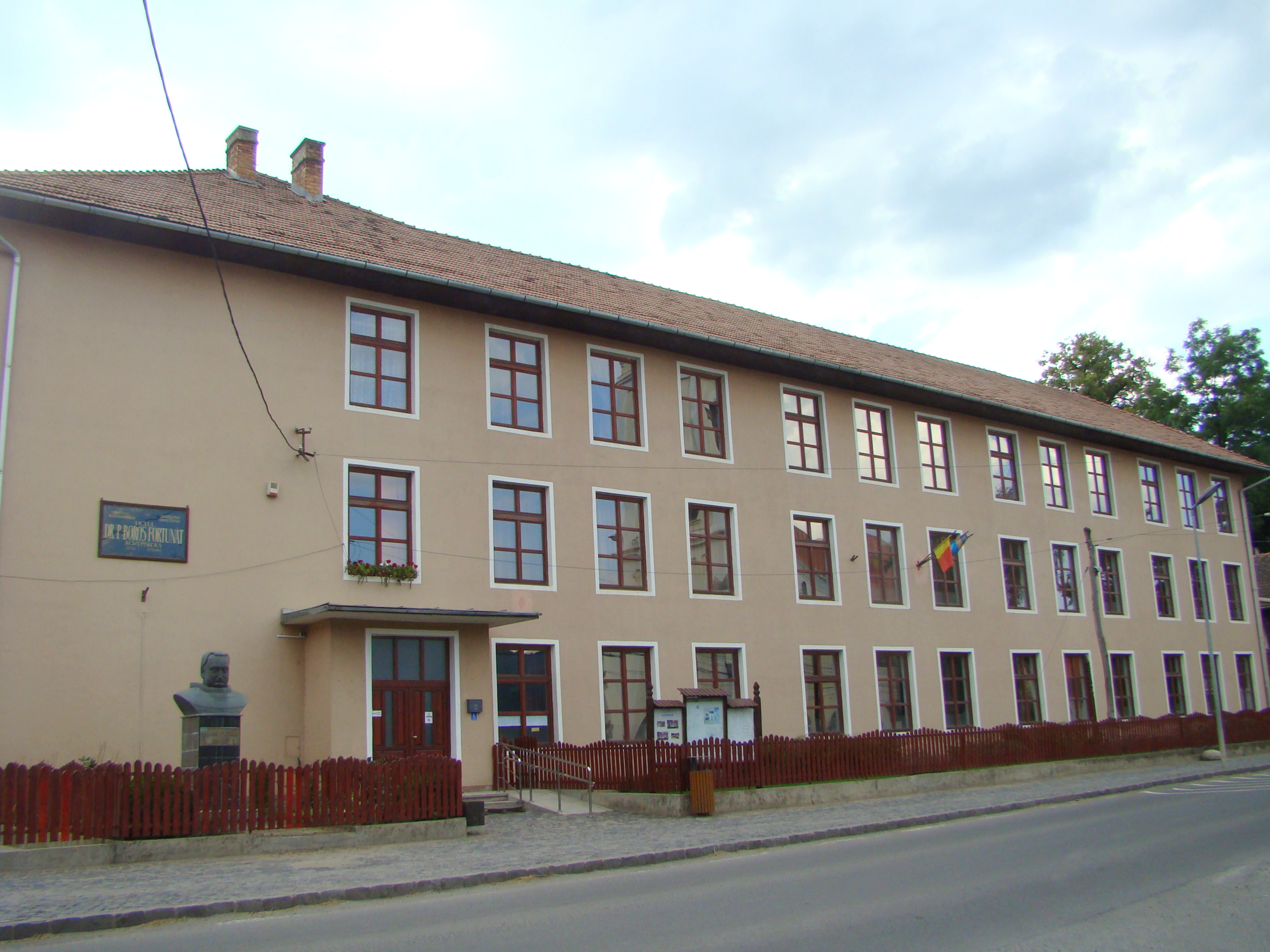
Liceul Teoretic "Dr. P. Boros Fortunát"
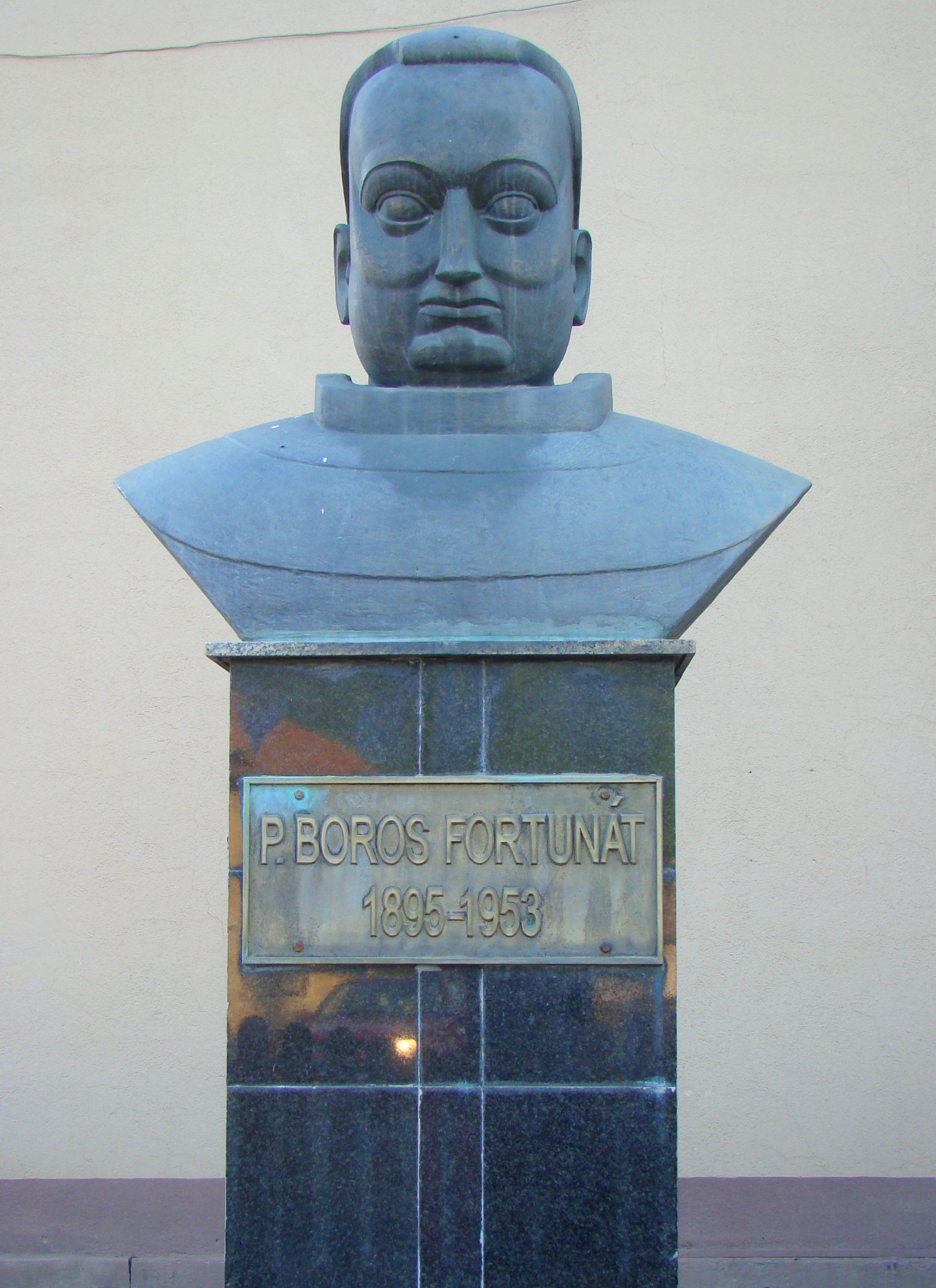
Bustul lui Fortunát Boros
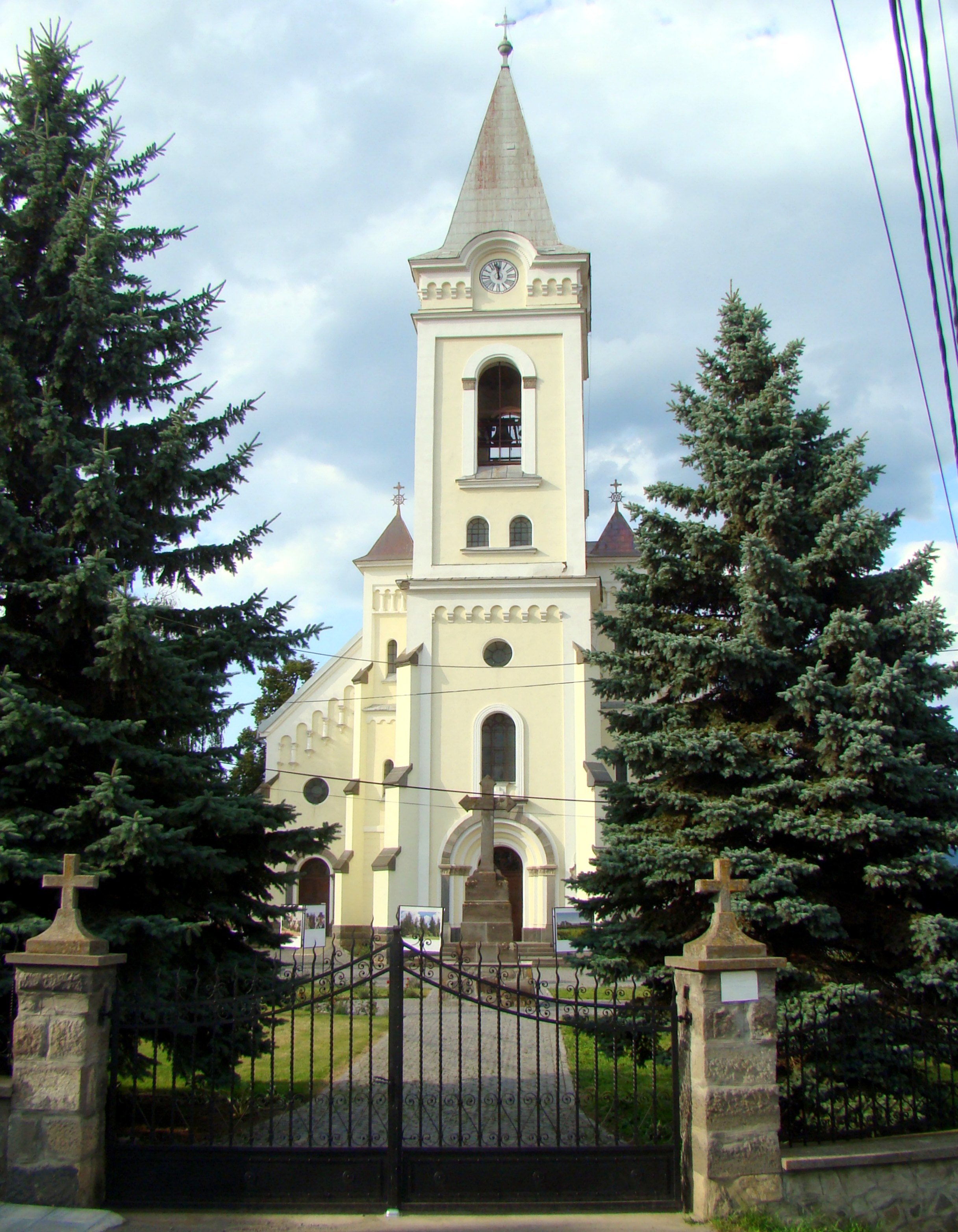
Biserica romano-catolică „Înălțarea Sfintei Cruci”
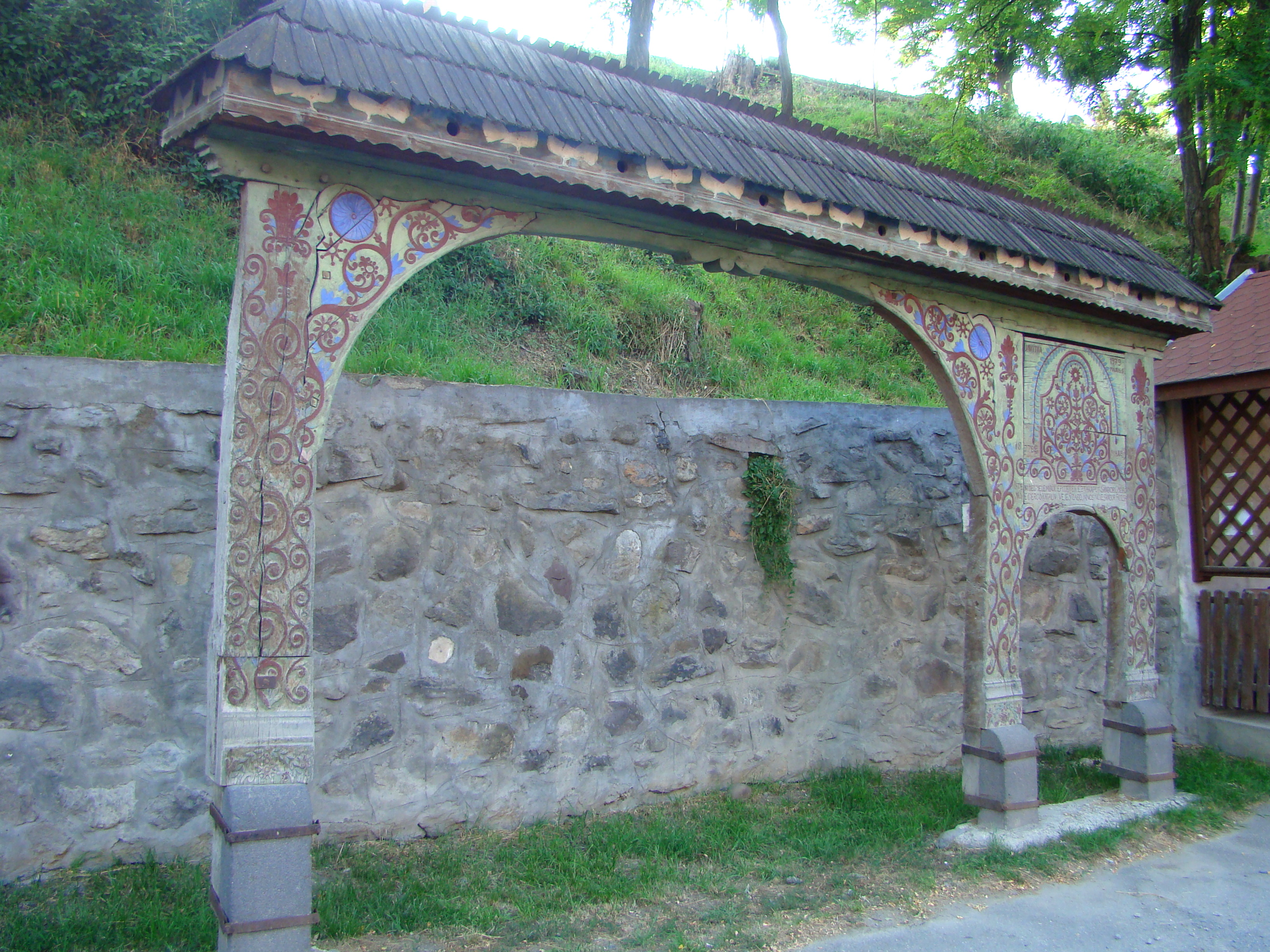
Poartă secuiască de lemn pictată
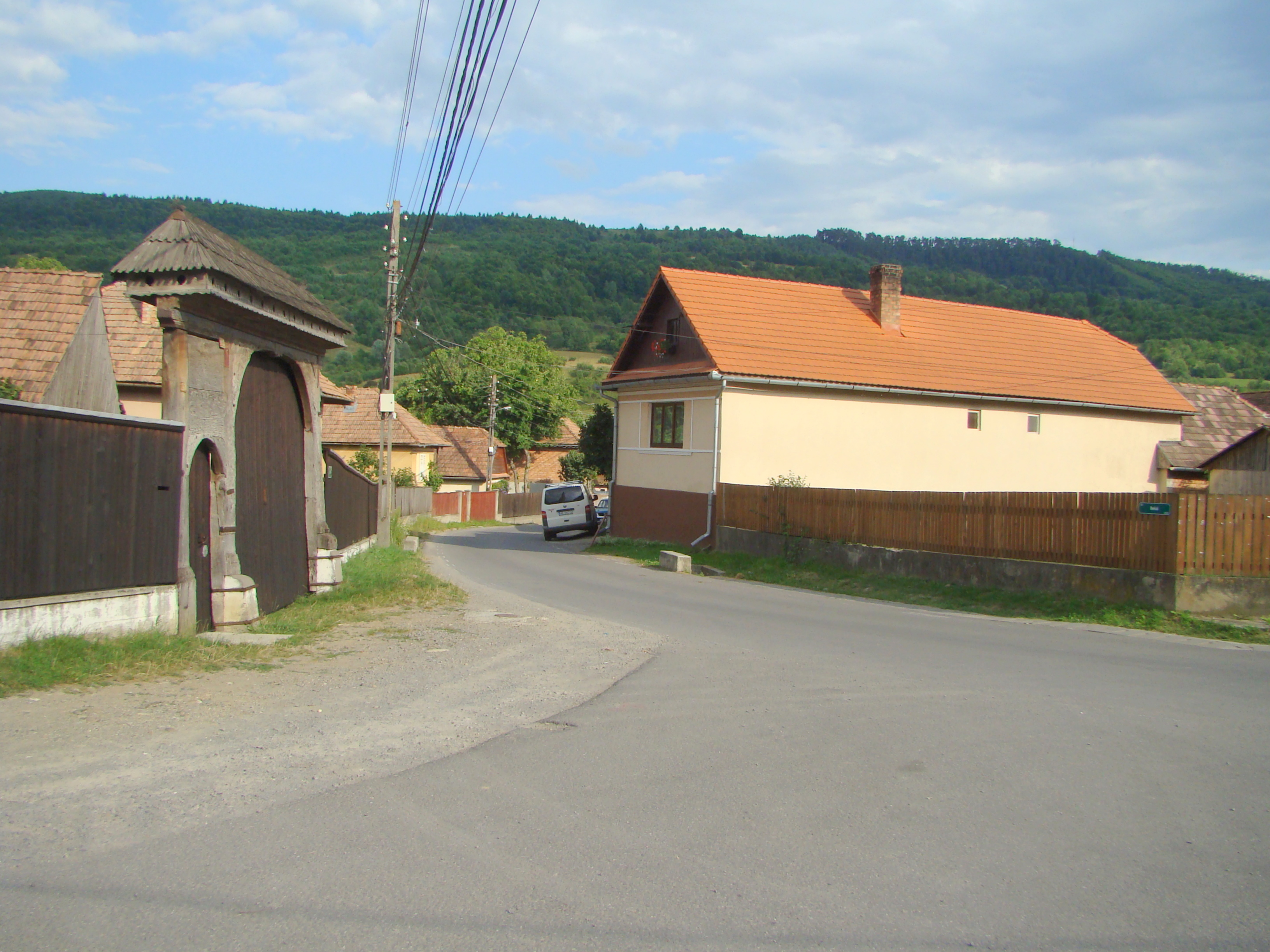
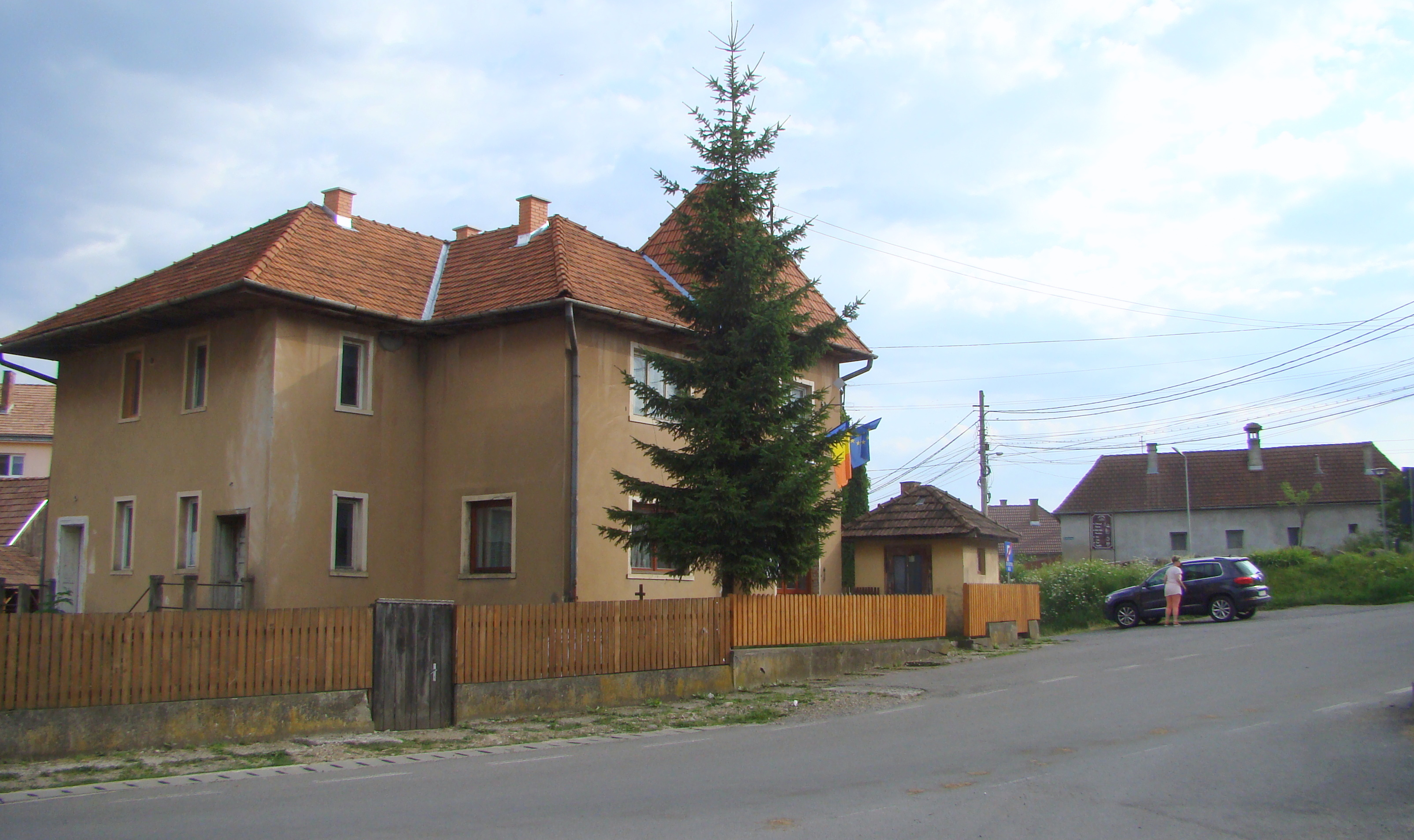
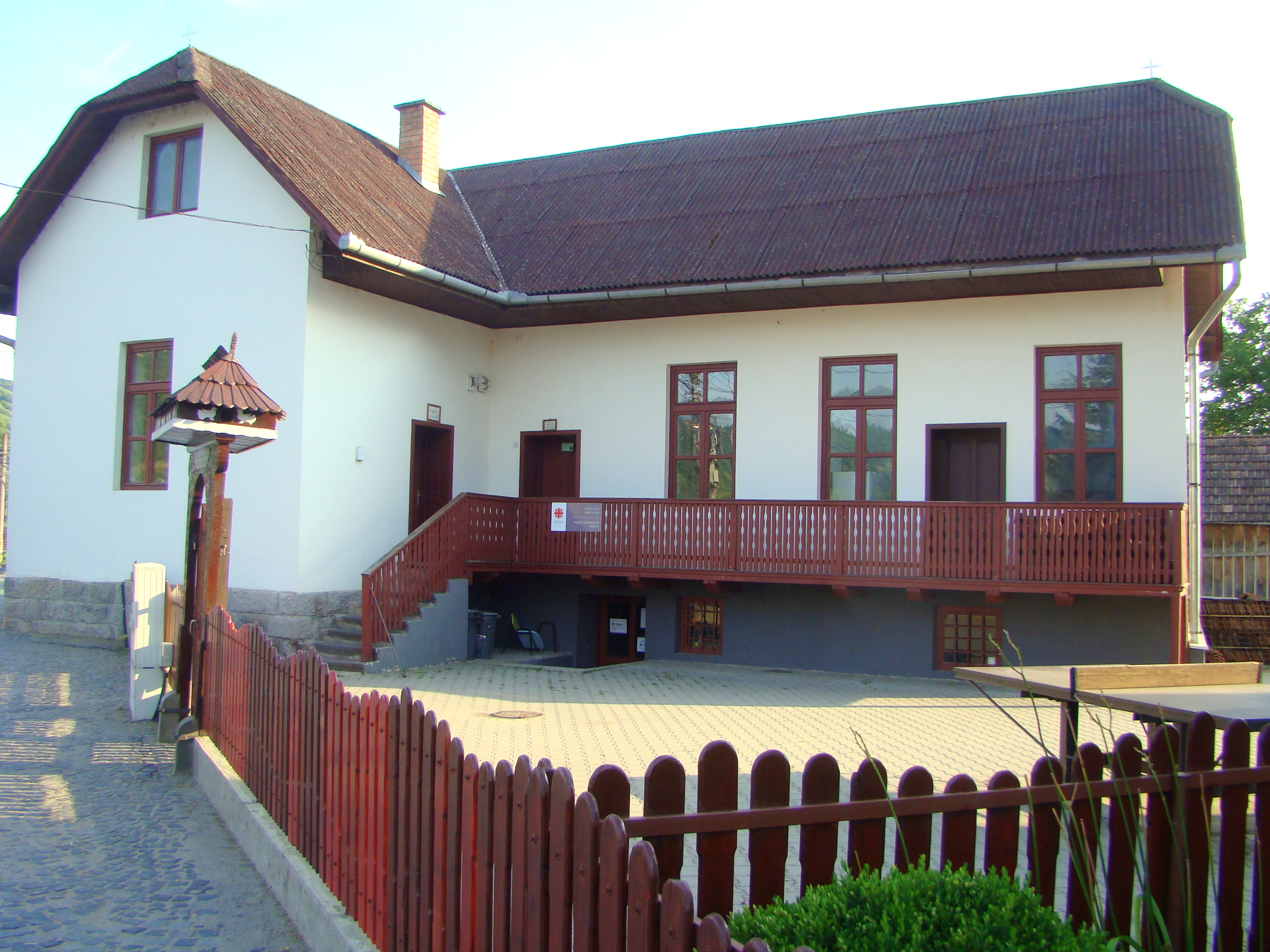
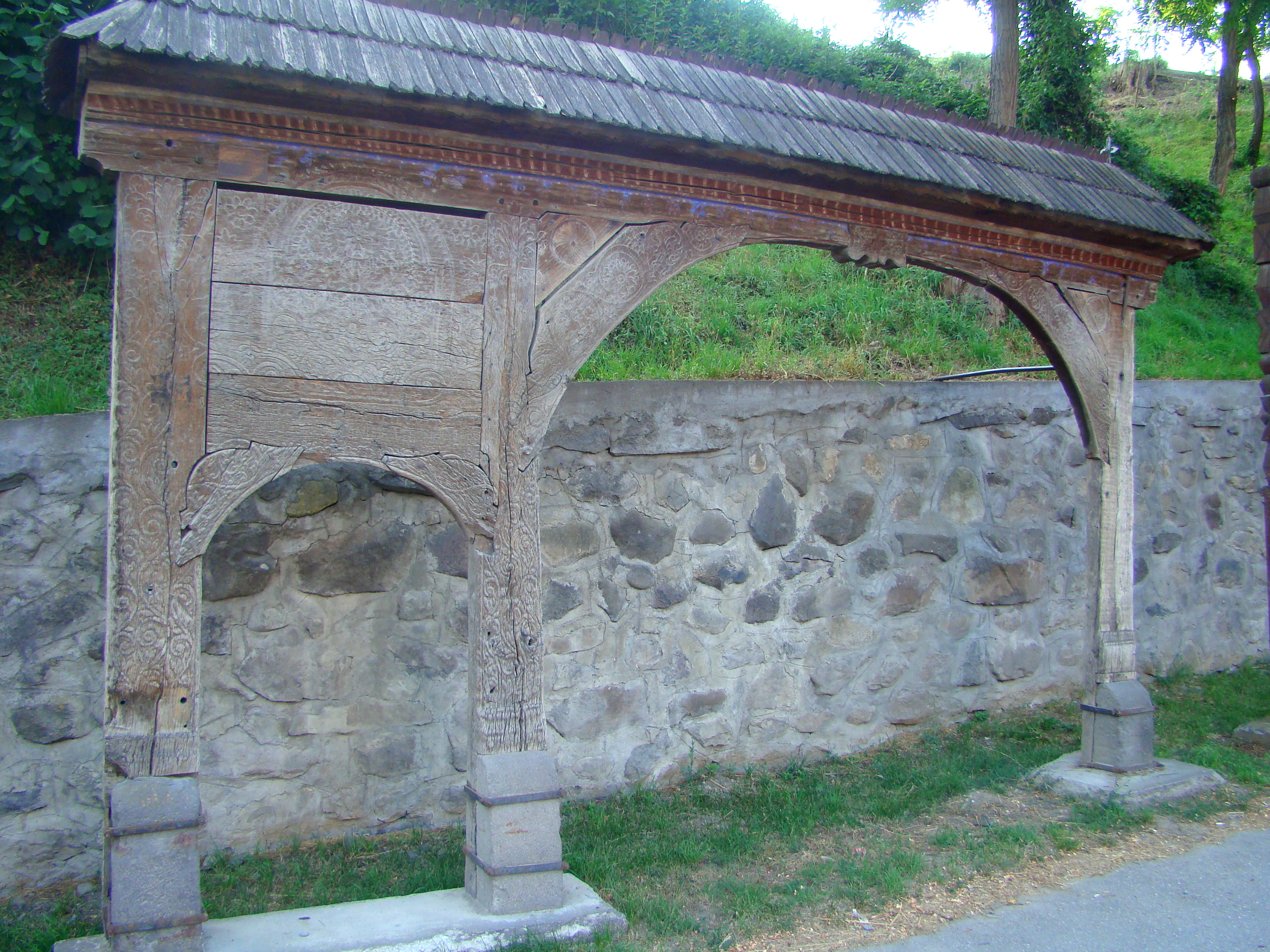
Poartă secuiască de lemn nepictată
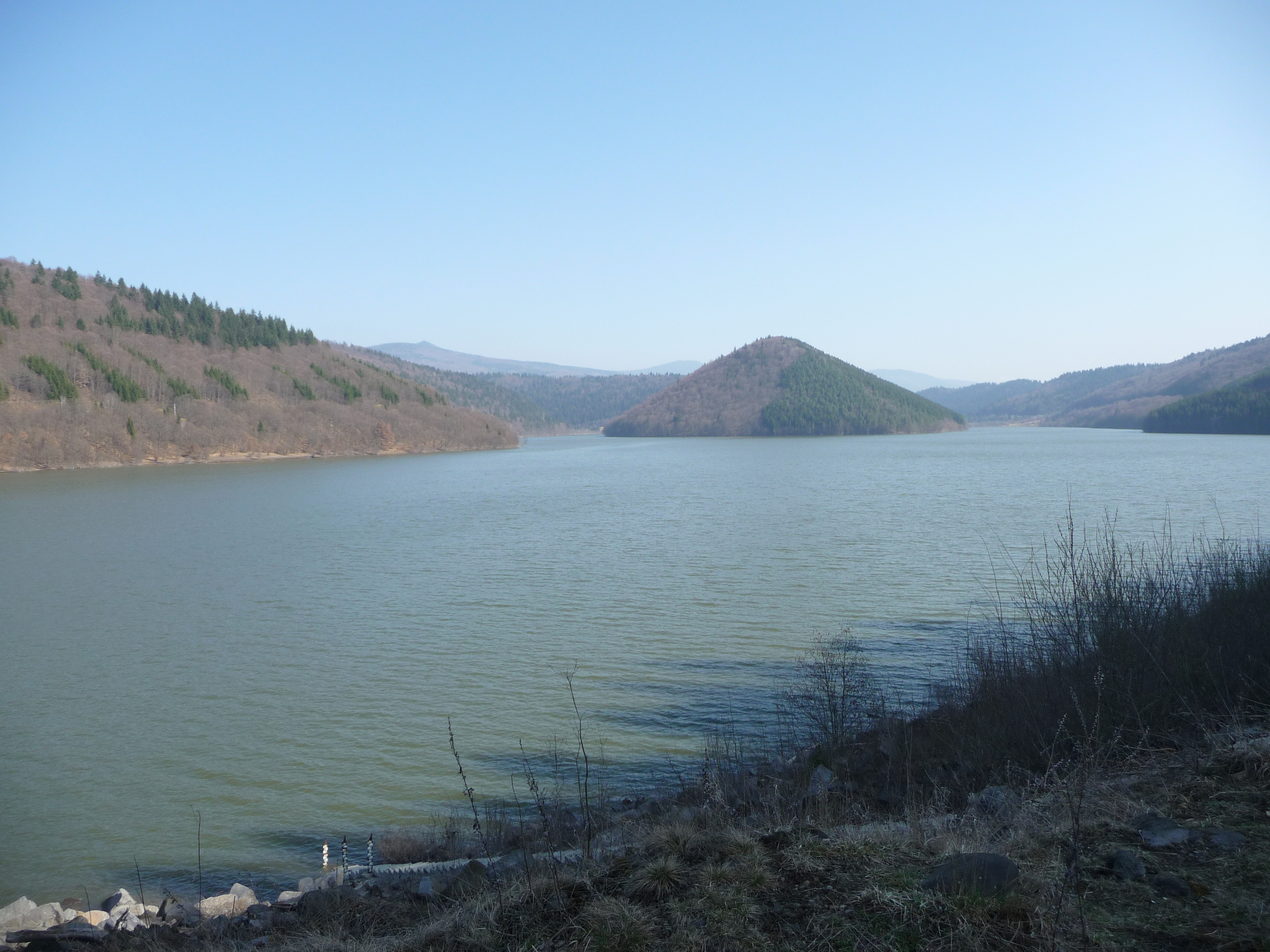
Lacul de acumulare Zetea